# Amphipoea grisea
Amphipoea grisea är en fjärilsart som beskrevs av Heydemann 1931. Amphipoea grisea ingår i släktet Amphipoea och familjen nattflyn. Inga underarter finns listade i Catalogue of Life.